# The Goat
The Goat es el nombre del segundo álbum de estudio del cantante puertorriqueño de reguetón Ñengo Flow. Este fue publicado el 15 de mayo de 2020.

## Antecedentes y producción
La primera vez que se mencionó dicho proyecto fue para principios de 2018 durante un concierto del artista. Él cantante expresó su sentir sobre problemas legales que había tenido para aquel momento.«Gracias a papá Dios ya todos los otros casos se han cumplido, he cumplido con todos los requisitos. El último que me busqué fue el año pasado, y ya gracias a Dios ha culminado todo bien y como dentro de un mes más se cierra. Hoy estábamos buscando unos expedientes porque me pidieron que hiciera unas horas comunitarias. Decidimos hacer una exhibición de carros y donar todos los fondos que se recogieran para ayudar a una niña, Valentina» detalló sobre el evento que se realizó en Aguas Buenas» 
Luego de esto adelantó y mencionó lo que sería su producción, también aclaró que en el vendría música más comercial y afirmó que ha aprendido de sus experiencias con figuras como Daddy Yankee, Ivy Queen y Don Omar. «Aparte de lo que es la música, tengo una buena amistad con ellos. Dentro de las cosas buenas, he aprendido a ser más profesional» aclaró sobre sus relaciones con los artistas mencionados». Para concluir también aclaró el motivo del nombre del álbum y también explicó y adelanto sobre posibles géneros musicales que vendrían en el. «Vengo, como quien dice, a evolucionar un poquito más lo que es Ñengo Flow; temas más comerciales, experimentando sonidos nuevos, bien versátil, que tiene de todo un poco, del Caribe, ‘hip hop’, ‘dance floor’, reguetón» concluyó para terminar».
En otra entrevista, el artista aclaró por qué el proyecto fue tan demorado en lanzarse, explicó sobre esto dando a entender que el siempre da lo mejor en sus producciones y canciones. «Yo cuando escucho algo que no me gusta, desmonto y vuelvo y monto, e hice eso más o menos tres veces, pero ya ahora me siento con un disco bien completo. A mí me gusta llevarle a los fanáticos lo mejor, que pongan el disco y no se cansen, que lo escuchen desde la canción número uno hasta el bonus o el outro. Me gusta ser bien perfeccionista en mi música» expresó el intérprete». También hablo que en esta producción vendría un Ñengo que retoma sus raíces y vuelve a lo que fue RealG1 y RealG2, sin dejar de lado el rap y los nuevos ritmos a los que nos tiene acostumbrados. También dio a conocer que contaría de colaboraciones como Anuel AA, Darell, entre otros.

### Producción
La producción explora ritmos y flows, destacando así géneros tanto de trap como reguetón o reggae. Contiene tanto como temas bailables, así como temas de fronteo y malianteo. Otras canciones toman la vía del romantiqueo, como en el caso de «La prisión» que explora un reguetón un tanto romántico.

## Lanzamiento y promoción
El 6 de mayo de 2020, confirmó por vía instagram la salida de la producción, además de agradecer a su público por la paciencia que tuvieron en la espera. Finalmente el 15 de mayo de 2020 se lanzó la producción que constó de 12 sencillos y colaboraciones antes mencionadas como las de Anuel AA, Darell, Jhay Cortez, El Micha, entre otros más.

### Sencillos
La canción «La prisión» se lanzó como el primer y único sencillo del disco el 28 de noviembre de 2019, el cual se desprendio un video musical el cual logró gran recepcíon.

### Sencillos promocionales
El primer y único sencillo promocional del álbum se dio de la mano de su compañero Anuel AA con el tema «Sur y norte». Esta canción fusiona un estilo más cercano al reggae con el reguetón. Se lanzó bajo el canal del artista el 13 de mayo de 2020.

## Lista de canciones
| N.º | Título                                 | Duración |  |
| 1.  | «Cuidao» (con El Micha)                | 3:56     |  |
| 2.  | «Sur y norte» (con Anuel AA)           | 3:35     |  |
| 3.  | «La prisión»                           | 3:17     |  |
| 4.  | «Solo» (con Darell)                    | 4:30     |  |
| 5.  | «Adentro de ti»                        | 3:09     |  |
| 6.  | «Yo lo frene» (con Mackie)             | 3:05     |  |
| 7.  | «No tengo cadena» (con Meluchis)       | 3:26     |  |
| 8.  | «Loco por ti»                          | 3:38     |  |
| 9.  | «Blue Ray» (con Jon Z)                 | 4:01     |  |
| 10. | «Pa' encima» (con Jory Boy)            | 4:31     |  |
| 11. | «Traficando» (con Brray y Myke Towers) | 4:40     |  |
| 12. | «Donde» (con Jhay Cortez)              | 4:05     |  |

## Personal
- Adaptados desde TIDAL.[11]

| «Cuidao» - Osvaldo Elias Castro Hernandez — Composición, letrista. - Wander Méndez Santos — Producción. «Sur y norte» - Edwin Rosa Vazquez — Composición, letrista. - Emanuel Gazmey — Artista invitado, composición, letrista. - Emmanuel Sosa Pagan — Composición, letrista. - Carlos Suárez J.Oliver — Producción. «La prisión» - Edwin Rosa Vazquez — Composición, letrista. - Bryan Snaider Lezcano Chaverra — Producción. - Juan Camilo Vargas — Producción. - Kevin Mauricio Jiménez Londoño — Producción. - Juan Camilo Vargas Vazquez — Producción. - Kevyn Mauricio Cruz Moreno — Producción. - Manuel G Limery Burgos — Producción. - Rene David Cano Ríos — Producción. «Solo» - Edwin Rosa Vazquez — Composición, letrista. - Osvaldo Elias Castro Hernandez — Artista invitado, composición, letrista. - Wander Manuel Mendez Santos — Producción. «Adentro de ti» - Edwin Rosa Vazquez — Composición, letrista. - Jesus Manuel Nieves — Composición, letrista. - Kevin Ortiz Medina — Producción. «Yo lo frene» - Edwin Rosa Vazquez — Composición, letrista. - Luis Enrique Pizarro (Mackie) — Artista invitado, composición, letrista. - Erick Andrés Celis Marin — Producción. - Ervin Quiroz — Producción. «No tengo cadena» - Edwin Rosa Vazquez — Composición, letrista. - Melisa Sánchez (Meluchis) — Artista invitada, composición, letrista. | «Loco por ti» - Edwin Rosa Vazquez — Composición, letrista. - Hiram Ivan Cruz Garcia — Producción. «Blue ray» - Edwin Rosa Vazquez — Composición, letrista. - Jonathan Resto Quiñones — Artista invitado, composición, letrista. - Duran Duran Romero — Producción. «Pa' encima» - Edwin Rosa Vazquez — Composición, letrista. - Fernando Sierra Benítez (Jory Boy) — Artista invitado, composición, letrista. - Jan Paul Perez Morales — Producción. - Luis Jorge Romero — Producción. - Urbani Mota Cedeno — Producción. «Traficando» - Brian Garcia Quiñones (Brray) — Artista invitado, composición, letrista. - Edwin Rosa Vazquez — Composición, letrista. - Michael Torres Monge — Artista invitado, composición, letrista. - Edwin Joel Rivera Santiago — Producción. - José Martín Velázquez — Producción. - Misael Eliass Rivera Gonzales — Producción. - Siggy Vazquez — Producción. «Donde» - Edwin Rosa Vazquez — Composición, letrista. - Jesus Manuel Nieves — Artista invitado, composición, letrista. - Erick Andrés Celis Marin — Producción. - Ervin Quiroz — Producción. - Hugo R. Sencion Sanabria — Producción. - Ian Manuel Soto Alicea — Producción. - Jean Carlos Hernández Espinell — Producción. - Siggy Vazquez — Producción. |

## Posicionamiento
| Listas (2020)                        | Mejor posición |
| ------------------------------------ | -------------- |
| Estados Unidos (Latin Rhythm Albums) | 14             |
| Estados Unidos (Top Latin Albums)    | 21             |